# Tmavomodrý svět
Pour plus de détails, voir Fiche technique et Distribution.
Tmavomodrý svet (Dark Blue World) est un film tchèque, britannique, allemand, danois, italien et français réalisé par Jan Svěrák, sorti en 2001.

## Synopsis
Franta et Karel sont deux pilotes tchèques qui s'engagent dans la Royal Air Force après avoir échappé à l'occupation nazie en Tchécoslovaquie. Mais les deux amis tombent amoureux de la même femme.
L'intérêt de ce film est aussi de montrer ce qu'il est advenu aux pilotes qui ont, à la fin de la Seconde Guerre mondiale, rejoint la Tchécoslovaquie ; un destin peu enviable après avoir échappé à la mort dans les airs.
D'après les spécialistes français de l'aviation de cette période, ce film est une des meilleures et des plus fidèles représentations de la vie d'une unité combattante de la RAF.

## Fiche technique
- Titre original : Tmavomodrý svět
- Titre anglophone : Dark Blue World
- Réalisation : Jan Svěrák
- Scénario : Zdeněk Svěrák
- Distribution :  France : TFM Distribution
- Pays d'origine :  République tchèque,  Royaume-Uni,  Allemagne,  Danemark,  Italie,  France
- Genre  : guerre, drame,
- Durée : 112 minutes

## Distribution
- Ondrej Vetchý (cs) : Frantisek Sláma
- Krystof Hádek (en) : Karel Vojtisek
- Tara Fitzgerald : Susan
- Charles Dance : Commandant Bentley
- Oldrich Kaiser (cs) : Machatý
- David Novotny (cs) : Bedrich Mrtvý
- Linda Rybová (cs) : Hanicka
- Jaromír Dulava (cs) : Kanka
- Lukás Kantor : Tom Tom
- Radim Fiala (acteur) (cs) : Sysel
- Juraj Bernáth : Gregora
- Miroslav Táborský : Houf
- Hans-Jörg Assmann : Dr. Blaschke
- Thure Riefenstein : Lieutenant Hesse
- Anna Massey : Professeur d'anglais
- Viktor Preiss : major Skokan